# Lucifer-Springaffe
Der Lucifer-Springaffe (Cheracebus lucifer, Syn.: Callicebus lucifer) ist eine Primatenart aus der Unterfamilie der Springaffen innerhalb der Familie der Sakiaffen (Pitheciidae). Er galt ehemals als Unterart des Halsband-Springaffen.

## Merkmale
Lucifer-Springaffen sind wie alle Springaffen relativ kleine Primaten mit langem, buschigen Schwanz, einem flauschigen Fell und einem kleinen, rundlichen Kopf. Das Fell ist überwiegend schwarz oder schwarzgrau gefärbt, am Rücken geht die Färbung ins Bräunliche oder Rötliche über. Der Kopf ist an der Oberseite schwarz, an der Kehle befindet sich eine querverlaufende, weiße Halsbandzeichnung. Die Hände sind auffallend orange gefärbt. Die Hinterbeine sind wie bei allen Springaffen relativ lang, der Schwanz, der länger als der Körper ist, kann nicht als Greifschwanz verwendet werden.

## Verbreitung und Lebensraum

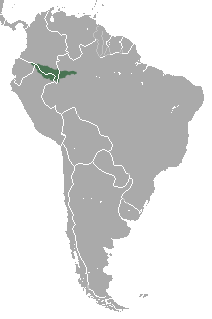
Verbreitungsgebiet des Lucifer-Springaffen

Lucifer-Springaffen leben im westlichen Amazonasbecken im südlichen Kolumbien, dem westlichen Brasilien, dem östlichen Ecuador und dem nördlichen Peru. Ihr Verbreitungsgebiet wird im Norden vom Japurá und im Süden vom Solimões begrenzt. Ihr Lebensraum sind Wälder.

## Lebensweise
Über die Lebensweise des Lucifer-Springaffen ist wenig bekannt, vermutlich stimmt sie mit der der übrigen Springaffen überein. Sie sind tagaktiv und halten sich meist in den Bäumen auf. Dort bewegen sie sich entweder auf allen vieren oder springend fort. Springaffen leben in monogamen Familiengruppen, bei denen die Partner oft ihr Leben lang zusammenbleiben. Diese Gruppen bewohnen ein festes Revier, das sie mit morgendlichen Duettgesängen markieren. Ihre Nahrung besteht vorwiegend aus Früchten, in geringerem Ausmaß nehmen sie Blätter und andere Pflanzenteile sowie Insekten zu sich. Die Väter beteiligen sich intensiv an der Jungenaufzucht, sie tragen das Junge und bringen es der Mutter nur zum Säugen.

## Gefährdung
Lucifer-Springaffen bewohnen ein relativ großes, dünn besiedeltes Gebiet und gelten laut IUCN als nicht gefährdet.